# Collection automobile de Ralph Lauren
La collection automobile de Ralph Lauren ou garage privé de Ralph Lauren est un musée privé (non ouvert au public) du styliste américain Ralph Lauren, qui possède une des plus importantes collections du monde de plus de 70 automobiles de légende, parmi les plus luxueuses, les plus chères, les plus rares et en exceptionnel état de restauration.

## Historique
Le milliardaire Ralph Lauren, né le 14 octobre 1939, également connu pour être un important collectionneur d'automobiles mythiques, a constitué sa collection pour l'essentiel entre 1983 et 1989 avec quelques-uns des modèles les plus exceptionnels de l’histoire de l'automobile et multiples vainqueurs du prestigieux Pebble Beach Concours d'Elegance en Californie.
Le « garage privé de Ralph Lauren » à proximité de sa propriété de Bedford près de New York, dans le comté de Westchester de l'État de New York, est un temple privé consacré à l'automobile, à la beauté, à l'innovation et à la vitesse.
Il est d’ailleurs fasciné par leur esthétique et l’histoire des concepteurs comme Enzo Ferrari ou Ettore Bugatti. Il possède, en 2011, 70 voitures de collection, qui sont stockées à Katonah, dans l'État de New York. Ses voitures ont gagné de multiples fois le prestigieux « Pebble Beach Concours d'Elegance ». Il possède une Ferrari 250 GTO de 1962, deux Ferrari 250 Testa Rossa, une Bugatti T57SC Atlantic, trois McLaren F1 GTR (dont une très rare F1 LM), une Mercedes-Benz 300 SL Gullwing, une Bentley Blower de 1929, une Porsche 997 GT3 RS de 2006, une Mercedes-Benz CountTrossi SSK (alias « Le Prince noir »), une Alfa Romeo 8C 2900B Mille Miglia, une Lamborghini Reventón et l'exclusive Reventón Roadster, et, plus récemment, l'une des voitures les plus chères au monde, la Bugatti Veyron.
17 des voitures de sa collection ont été exposées deux fois à Paris au Musée des arts décoratifs. Ces voitures, dont certaines ont plus de 80 ans, retracent l’histoire de l’automobile sportive de 1929 à 1996.
Les 17 voitures qui ont été exposées sont : 
- une Bugatti Type 57  Coupé SC Atlantique ;
- une Bentley Blower ;
- une Mercedes-Benz SSK « Count Trossi » ;
- une Alfa Romeo 8C 2300 Monza ;
- une Alfa Romeo 8C 2900 Mille Miglia ;
- une Bugatti Type 59 Grand Prix ;
- une Ferrari 375 Plus ;
- une Jaguar XKD ;
- une Porsche 550 Spyder ;
- une Porsche 959 ;
- une Ferrari 250 Testa Rossa ;
- une Ferrari 250 GTO ;
- une Ferrari 250 LM ;
- une Jaguar XK120 Roadster ;
- une Mercedes-Benz 300 SL Gullwing Coupé ;
- une Jaguar XKSS ;
- une Ferrari 250 GT Berlinetta SWB ;
- une McLaren F1 LM.

En 2014, il crée un tour de moto vintages à Paris (circuit allant de la porte de Saint-Cloud à la boutique principale de la marque dans la ville, à Saint-Germain-des-Prés).

## Quelques modèles de la collection Ralph Lauren à Boston en 2005

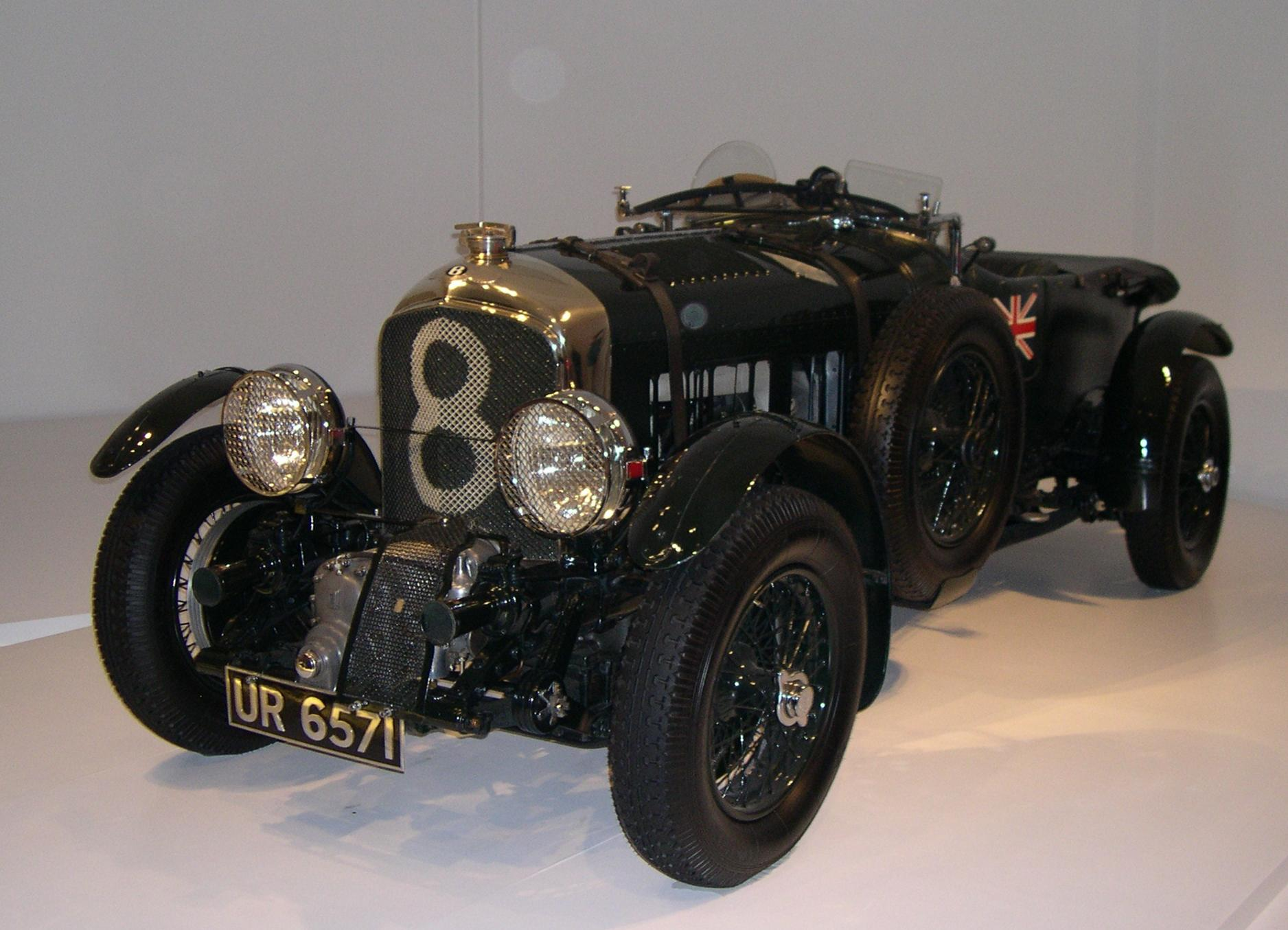
Bentley 4½ Litre « Blower » (1929).
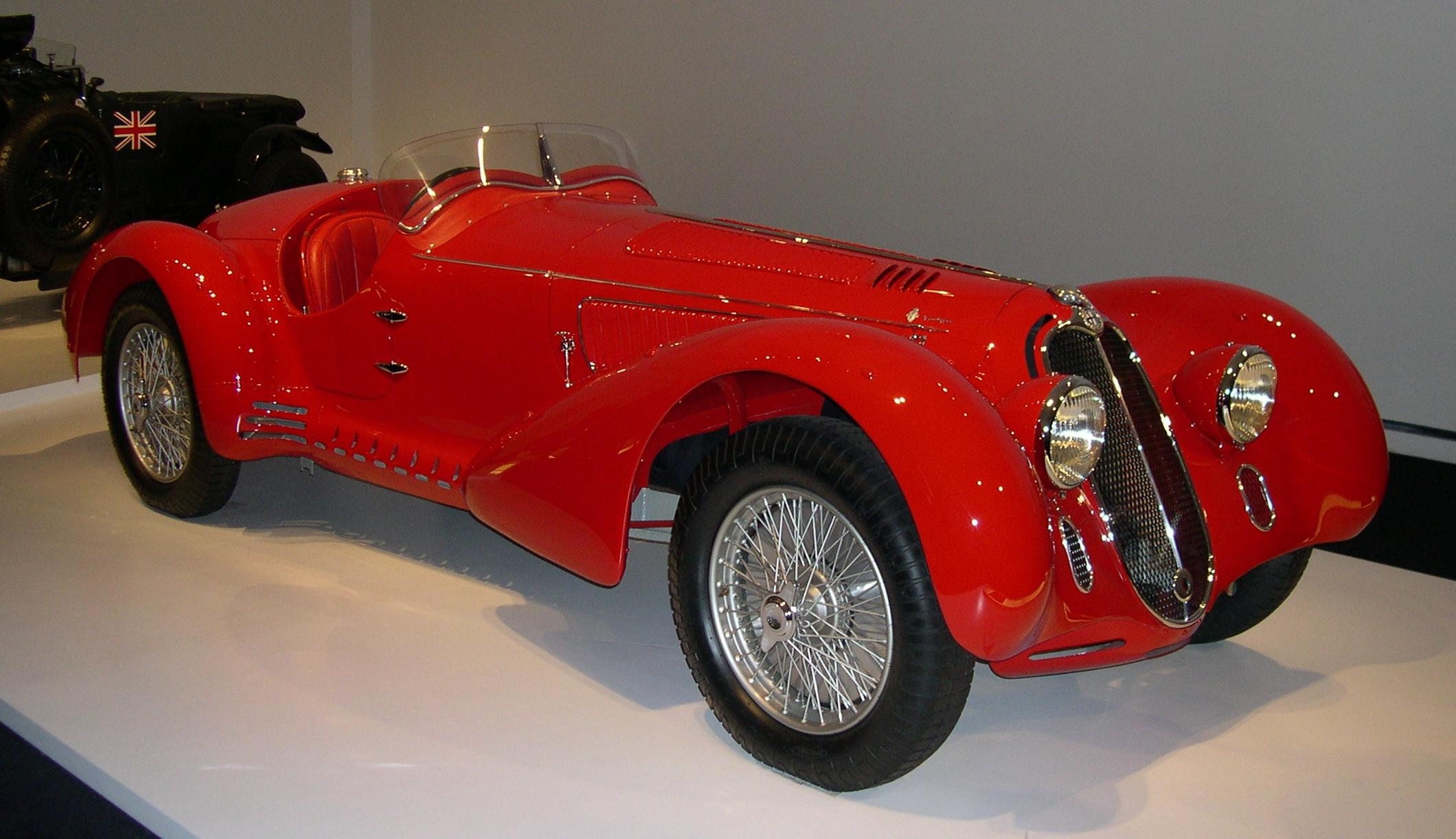
Alfa Romeo 8C 2900 Mille Miglia (1938).
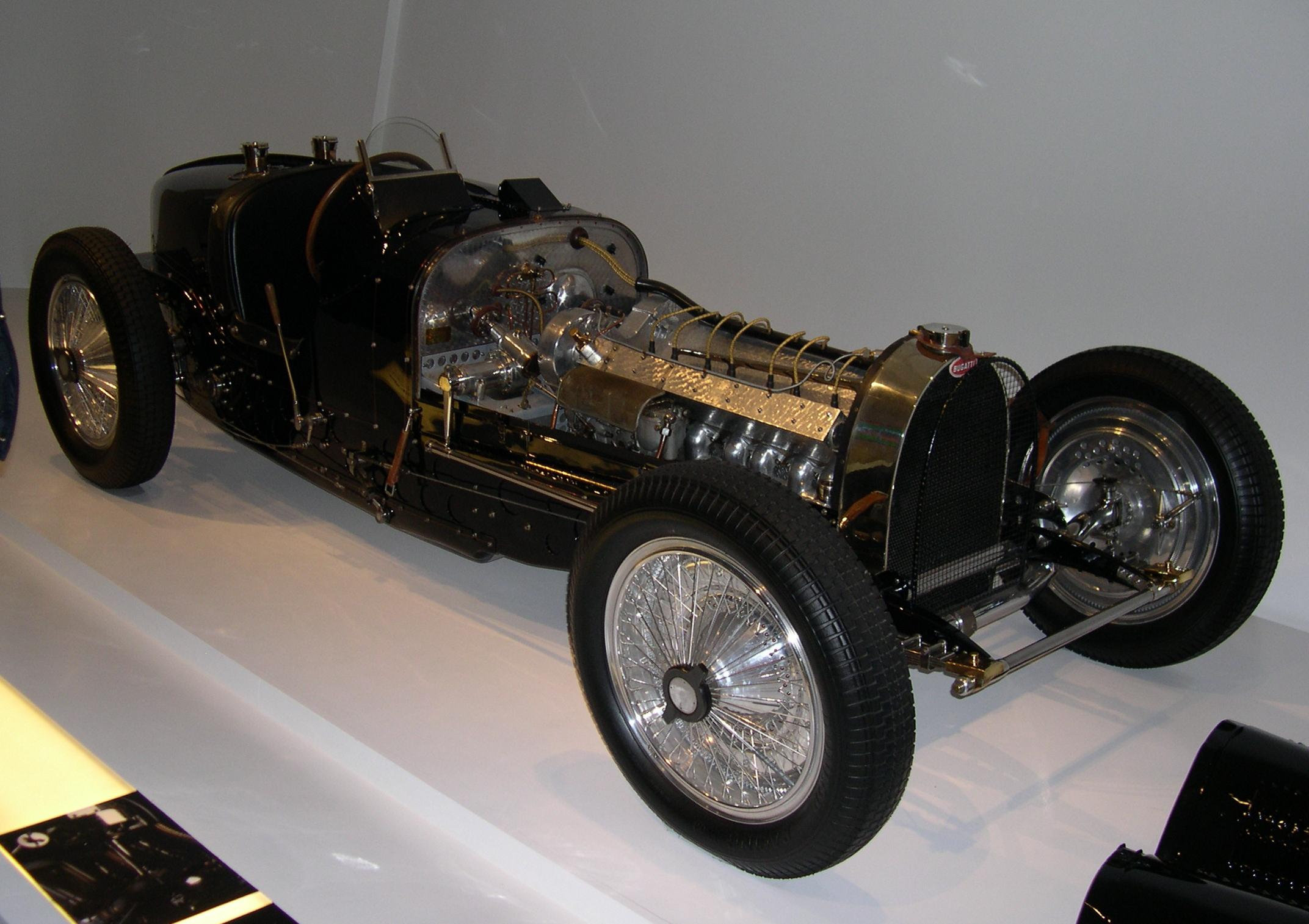
Bugatti 59 Grand Prix (1933).
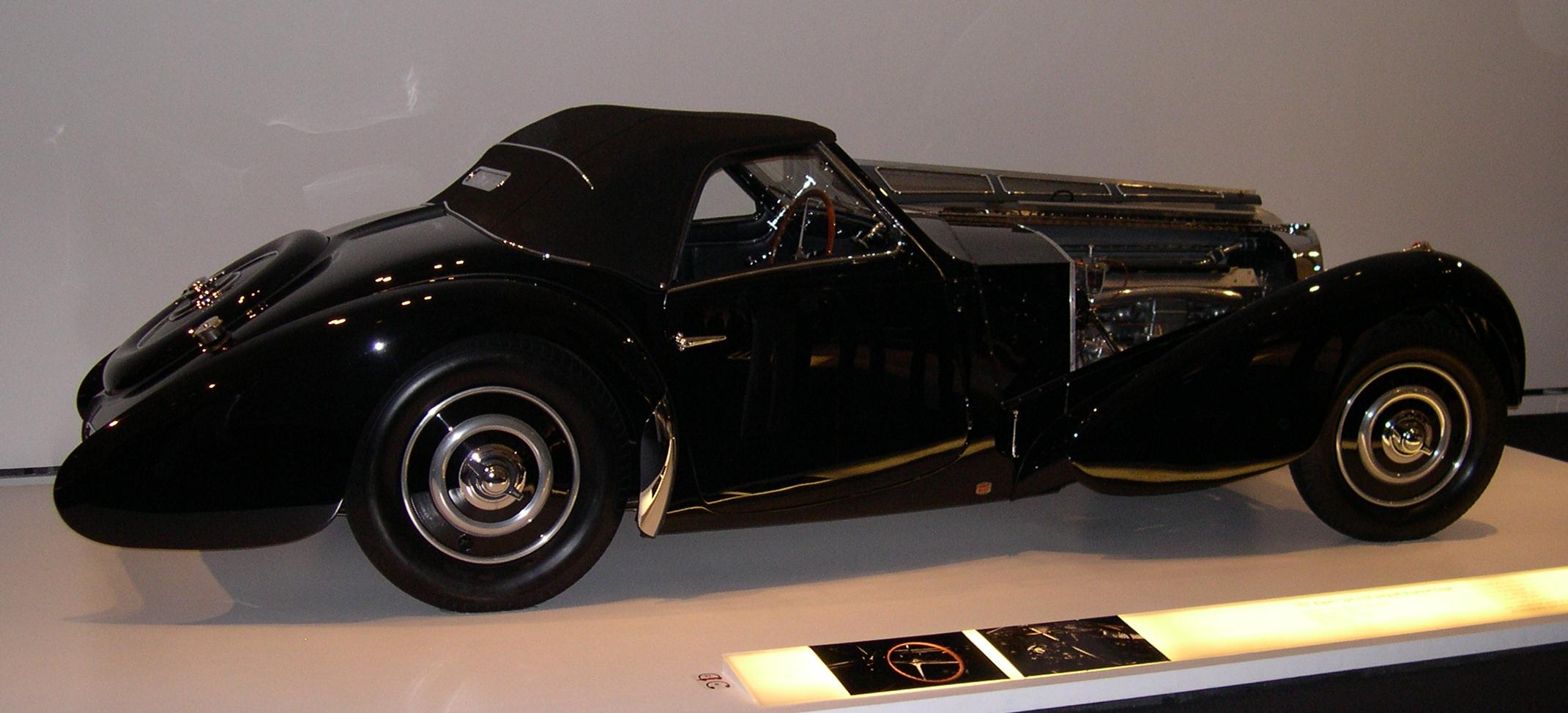
Bugatti 57 SC Cabriolet Gangloff (1937).
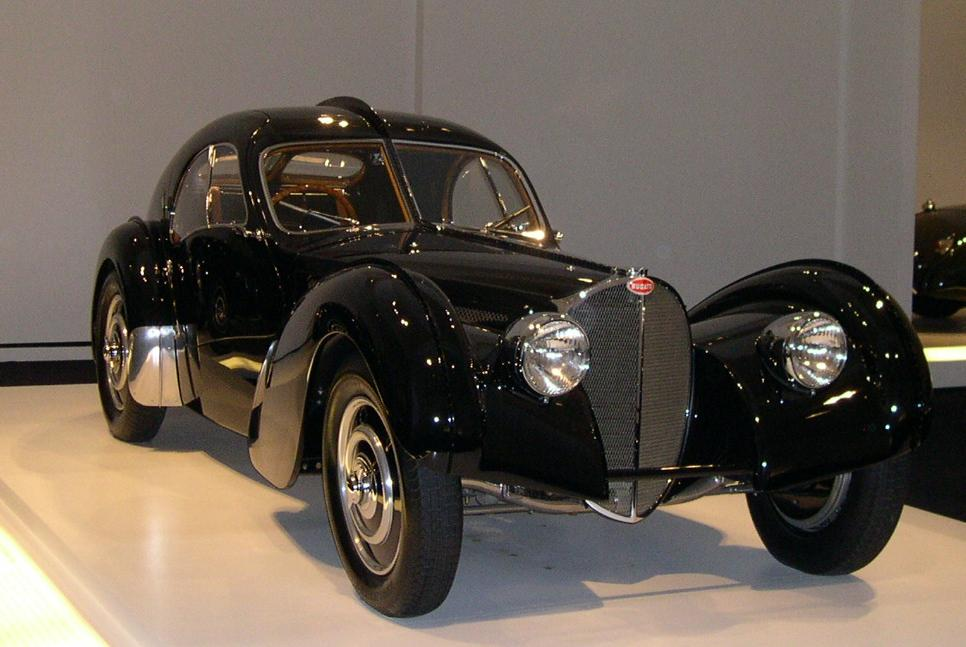
Bugatti 57 SC « Atlantic » (1938).
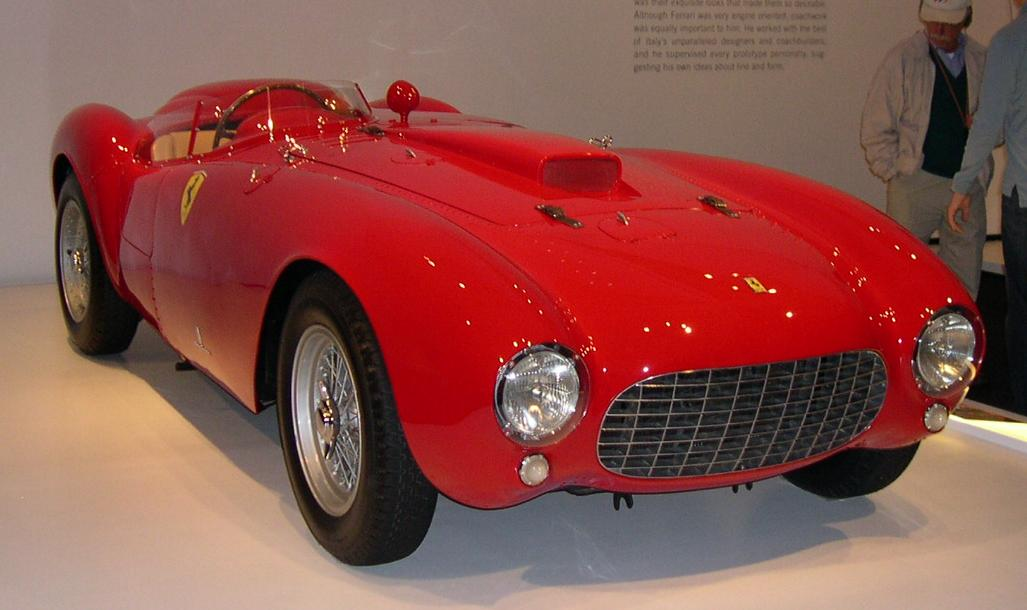
Ferrari 375 Plus (1954).
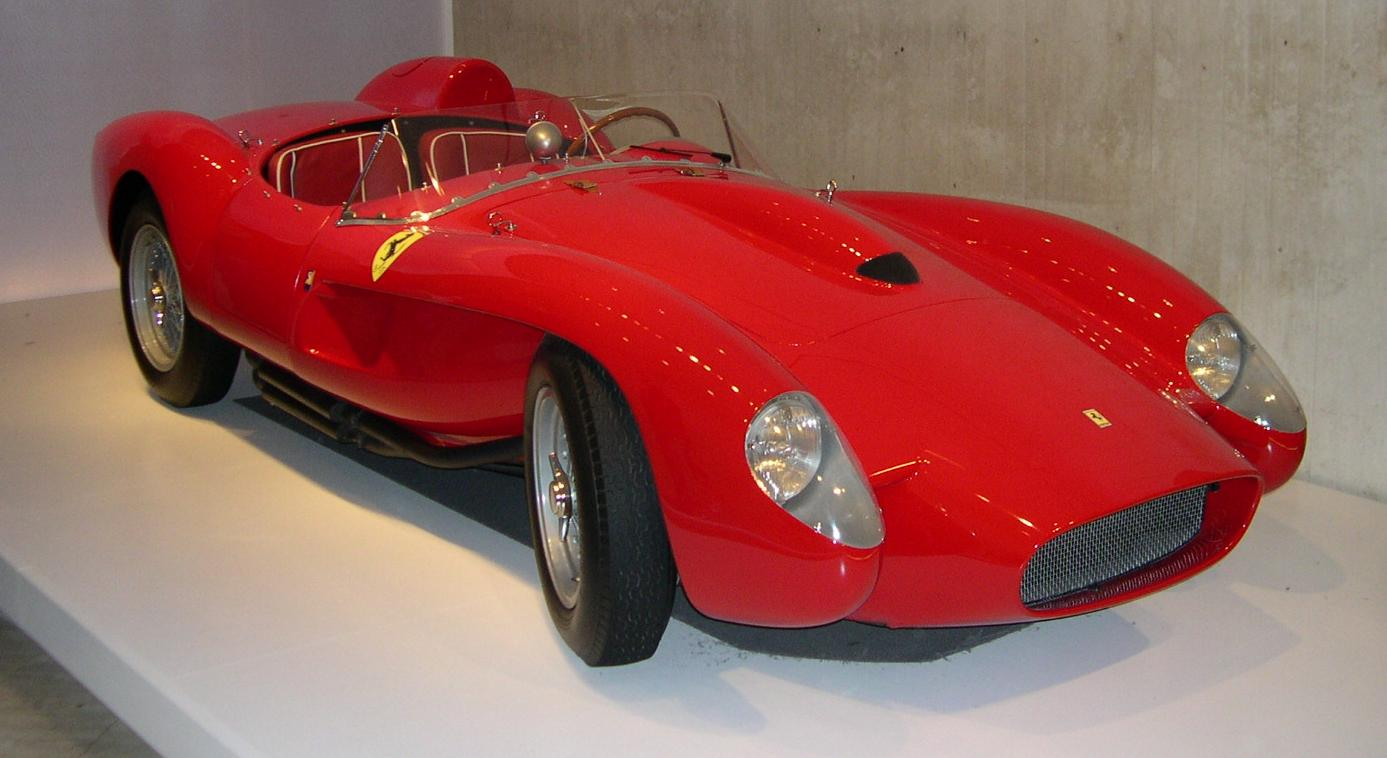
Ferrari 250 Testa Rossa (1958).
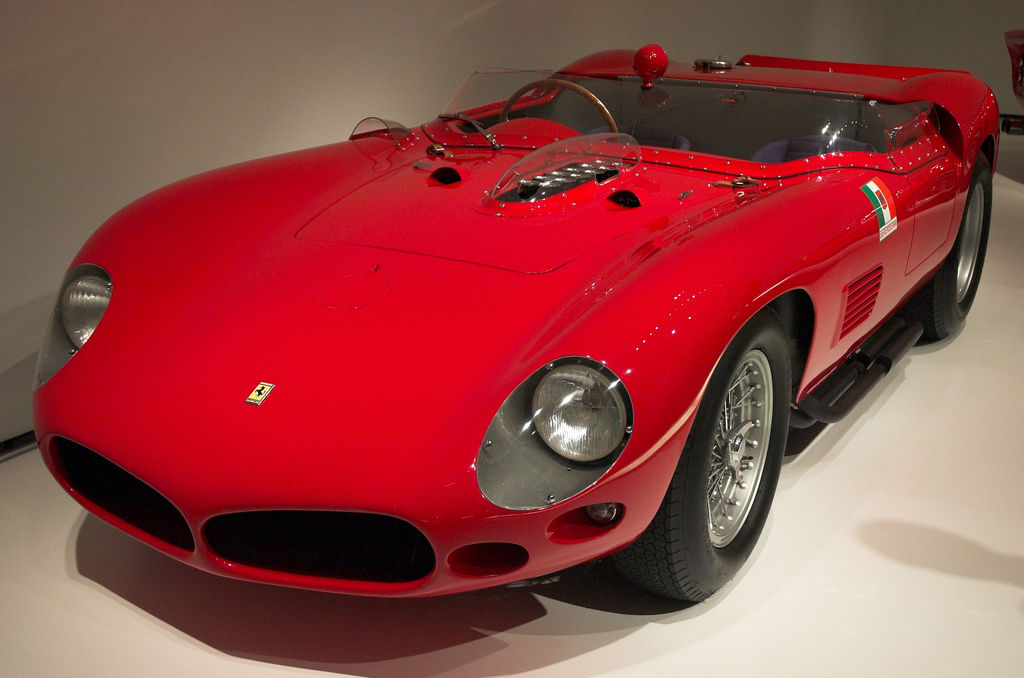
Ferrari 250 Testa Rossa Spyder Fantuzzi (1961).
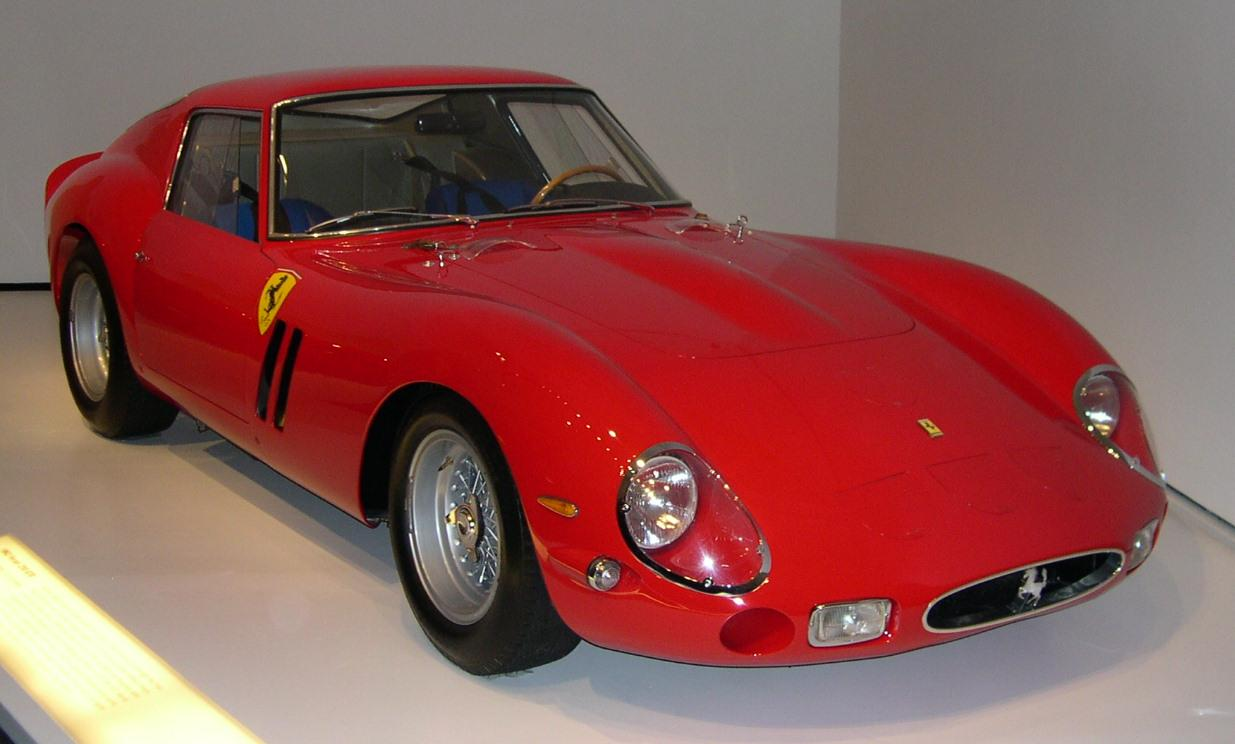
Ferrari 250 GTO (1962).
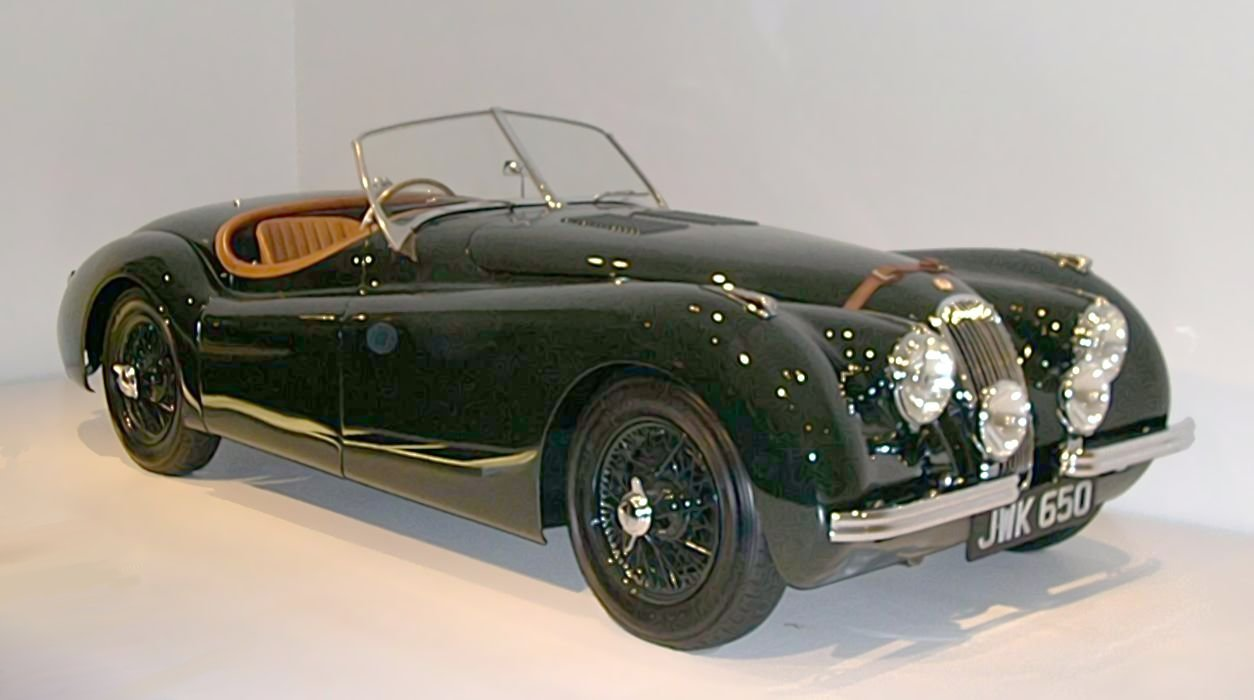
Jaguar XK120 Roadster (1950).
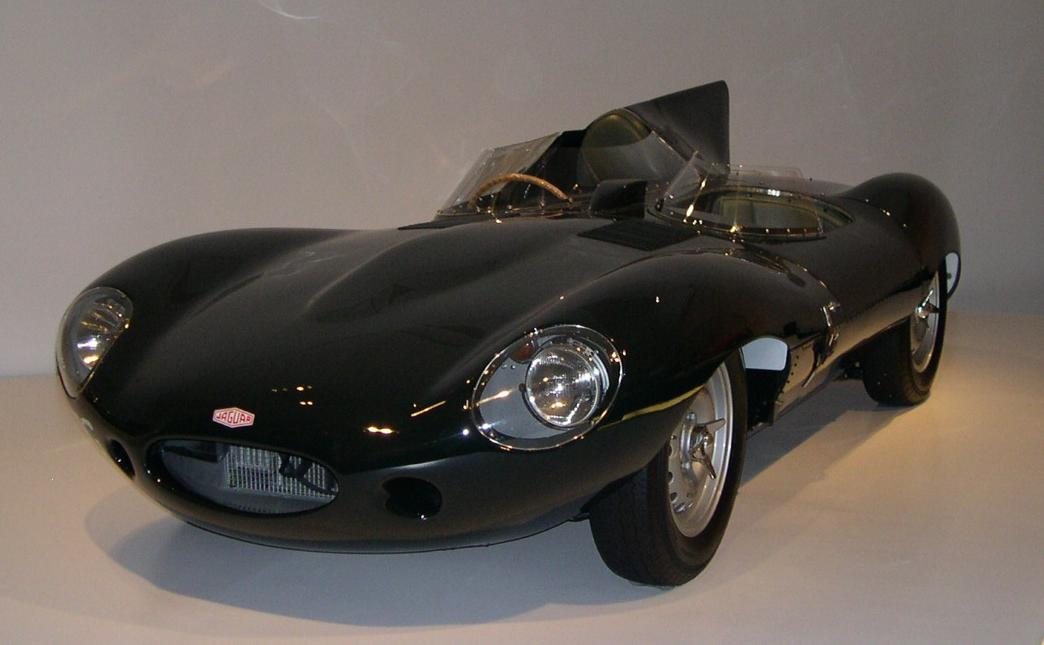
Jaguar XKD (1955).
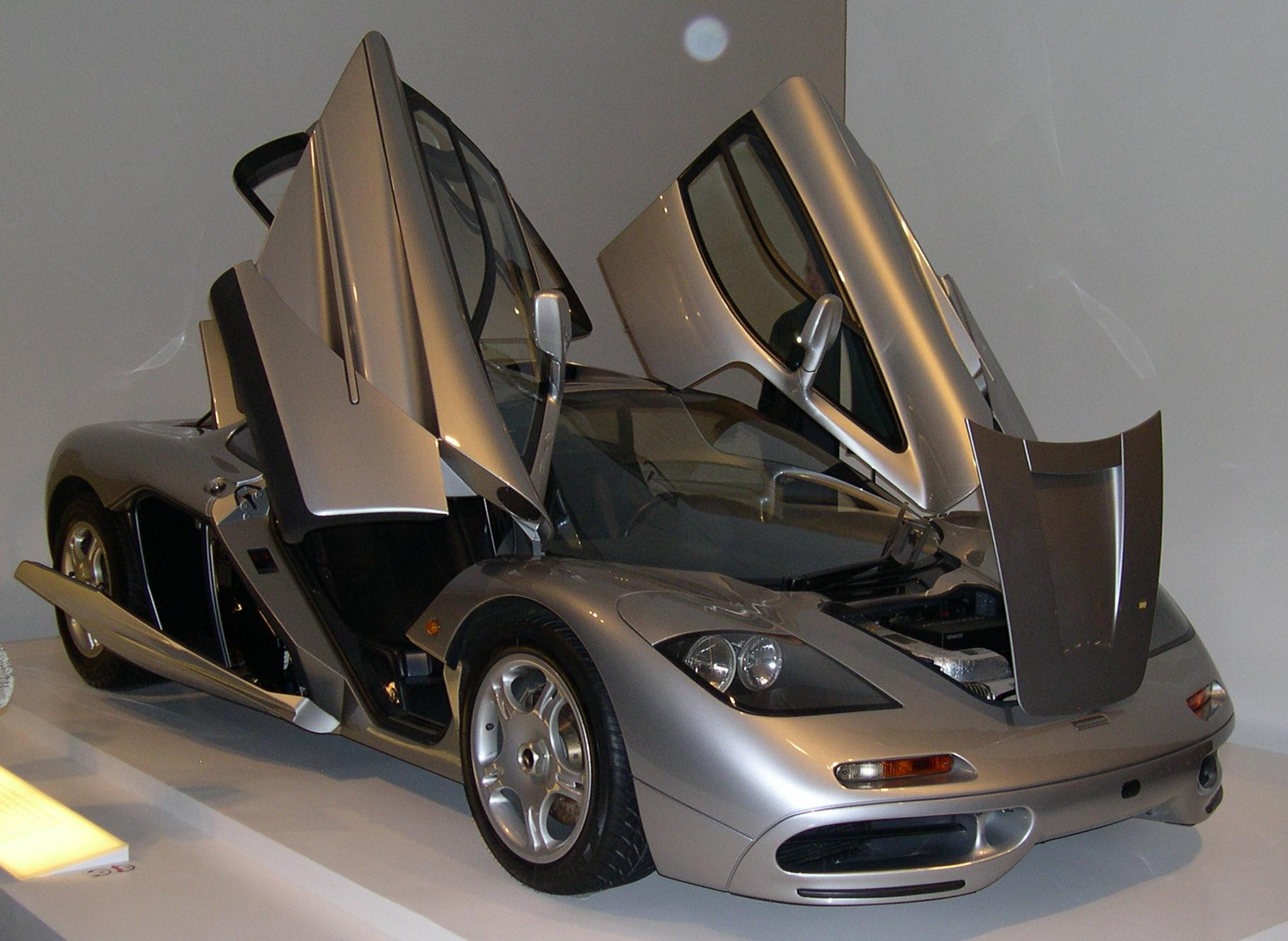
McLaren F1 (1996).
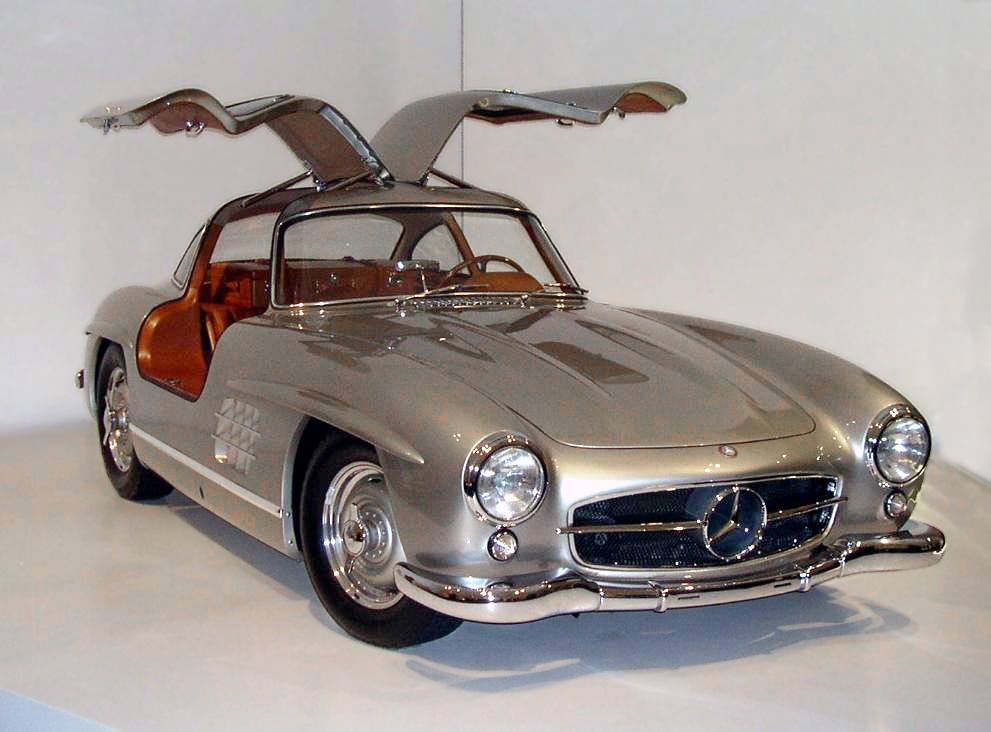
Mercedes-Benz 300 SL « Papillon » (1955).
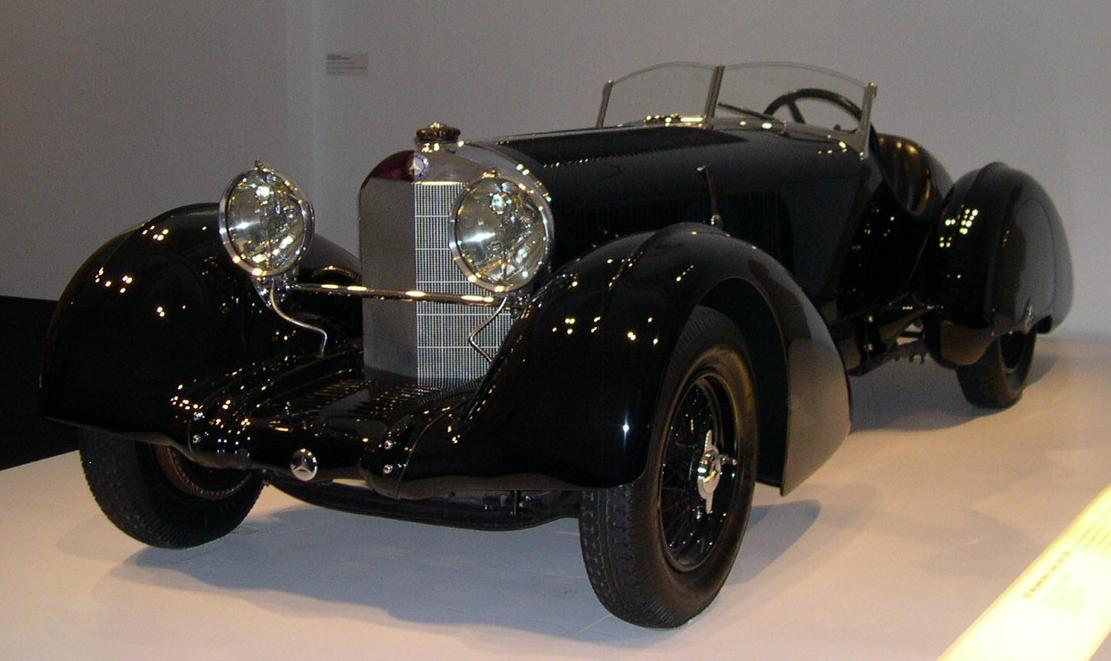
Mercedes-Benz SSK « Comte Trossi » (1930).
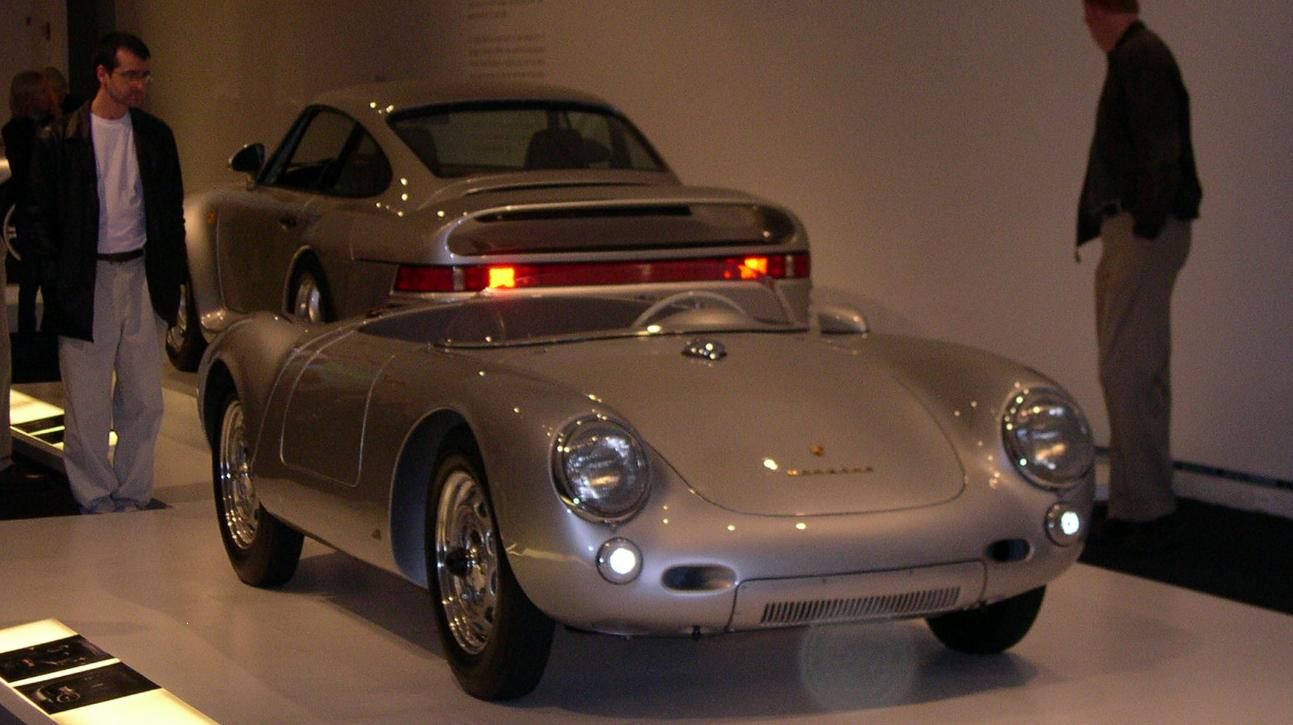
Porsche 550 Spyder (1955).
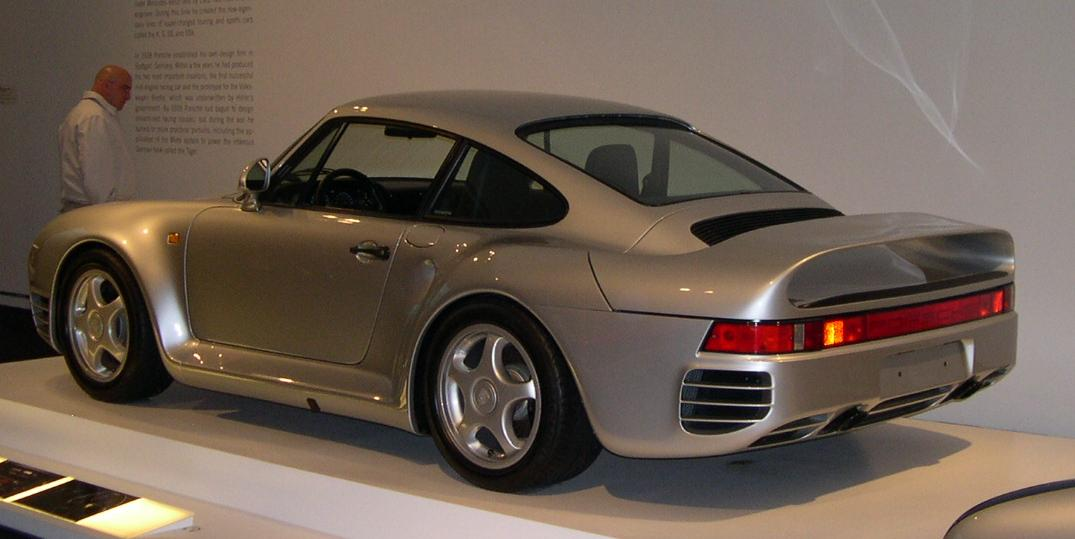
Porsche 959 (1988).

## Expositions publiques
- 2005 : Musée des beaux-arts de Boston.
- 2011 : Musée des arts décoratifs de Paris du Palais du Louvre, rue de Rivoli dans le 1er arrondissement de Paris.